# Franzensburg
De Franzensburg is een slot gelegen in de Oostenrijkse plaats Laxenburg. Het slot en omringend park, dat als een zomerverblijf diende, behoorde toe aan de Habsburgse keizers. Het slot, dat gelegen is op een schiereiland, werd gebouwd in opdracht van keizer Jozef II en keizer Frans II en kan heden ten dage bereikt worden met een veerpont en door middel van een brug.